# 藍正樽
藍正樽，初名藍元旷，清代湖南瑶民起事首领，湖南新宁县麻林峒人。

## 生平
藍正樽家境贫寒，年少苦学，曾考取秀才。入天地会支派青莲教。为人好打抱不平。道光年间，新宁县瑶山八洞一带地方官吏与瑶族豪强勾结，欺压瑶民。藍正樽与圳源洞童生陈仲潮和九龙庵和尚张永禄等传播青莲教。道光十五年（1835年），因教首程孔固被捕，于是聚众倡龙华会，广泛组织群众，准备密谋起事。事泄，宝庆府派兵镇压，被其击溃。率瑶、汉众万余人在新宁九龙庵起事，自称“卫王”，改元剛健，封张永禄为军师，陈仲潮等为敬贤师，蒋玉元等为大元帅，张学修等为伯侯，立政纲十三条，提出“摧灭道光”，要“有田同耕，有饭同吃”，湘桂边区一带瑶民纷纷响应，部众扩展至万余人。道光十六年（1836年）二月，兵分两路夺取武冈州城。湖南总督讷尔经额亲至保庆府，令武冈知州徐春、城步知县戴鸿恩、新宁知县王廷瑷等联合围剿。张永禄、陈仲潮等先后遇难，他突围后逃往广西，不知所终。